# 眉山町
眉山町（びざんちょう）は、徳島県徳島市の町名。新町地区に属している。郵便番号は〒770-0908。
- 人口：31人（2010年9月。徳島市の調査より）
- 世帯数：16世帯（同上）

## 地理

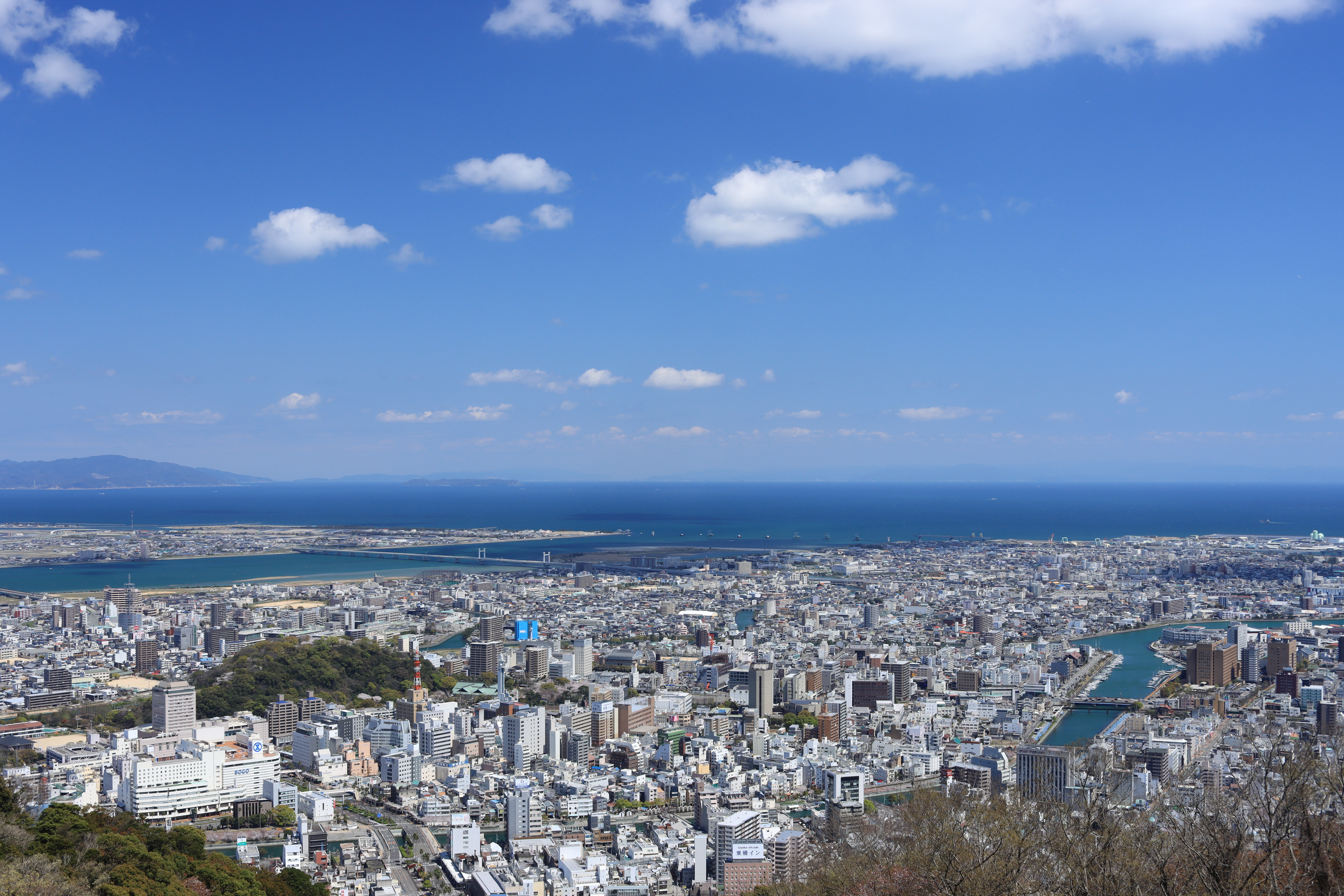
眉山公園から望む徳島市

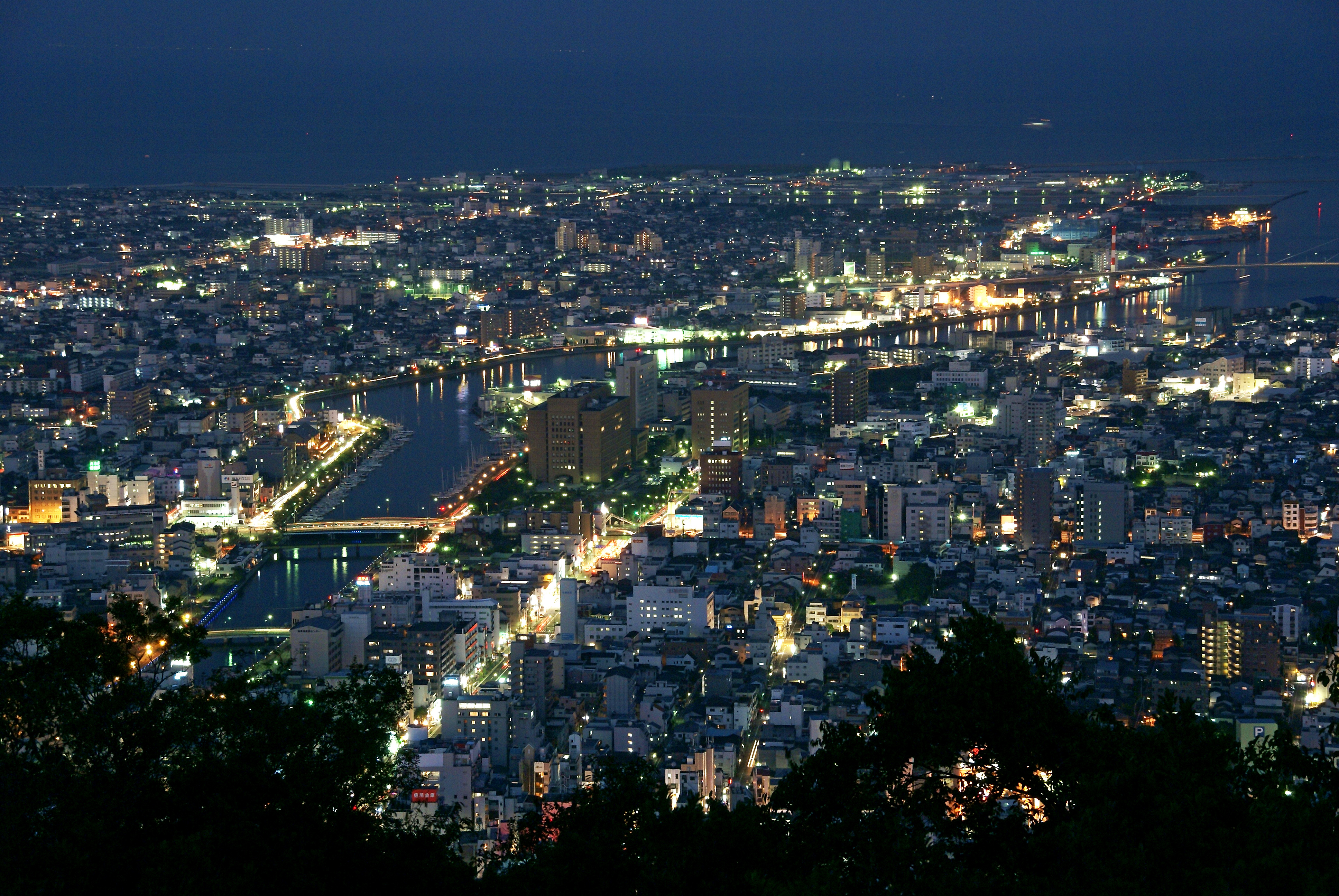
眉山公園から望む徳島市の夜景

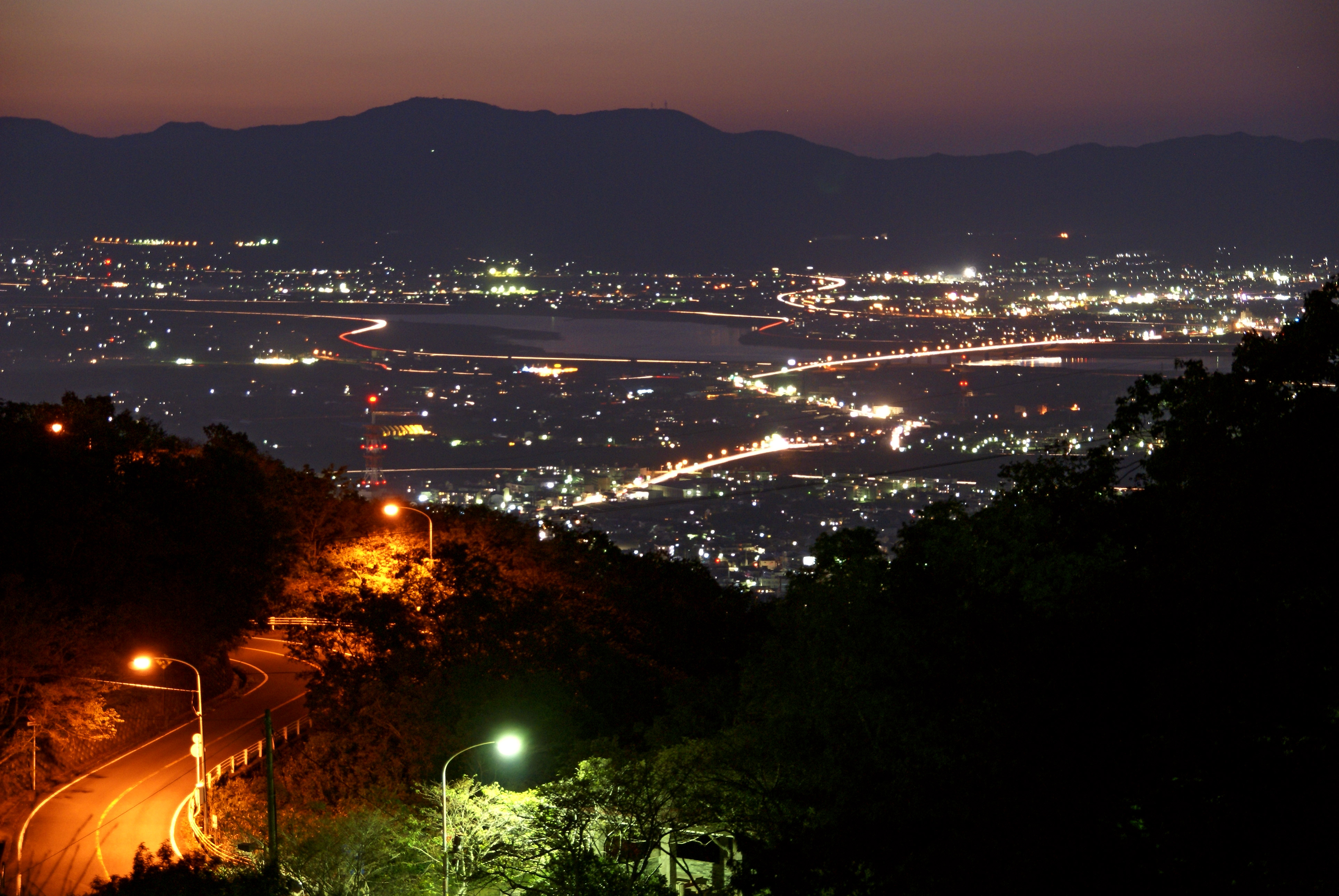
眉山ドライブウェイから望む徳島市の夜景

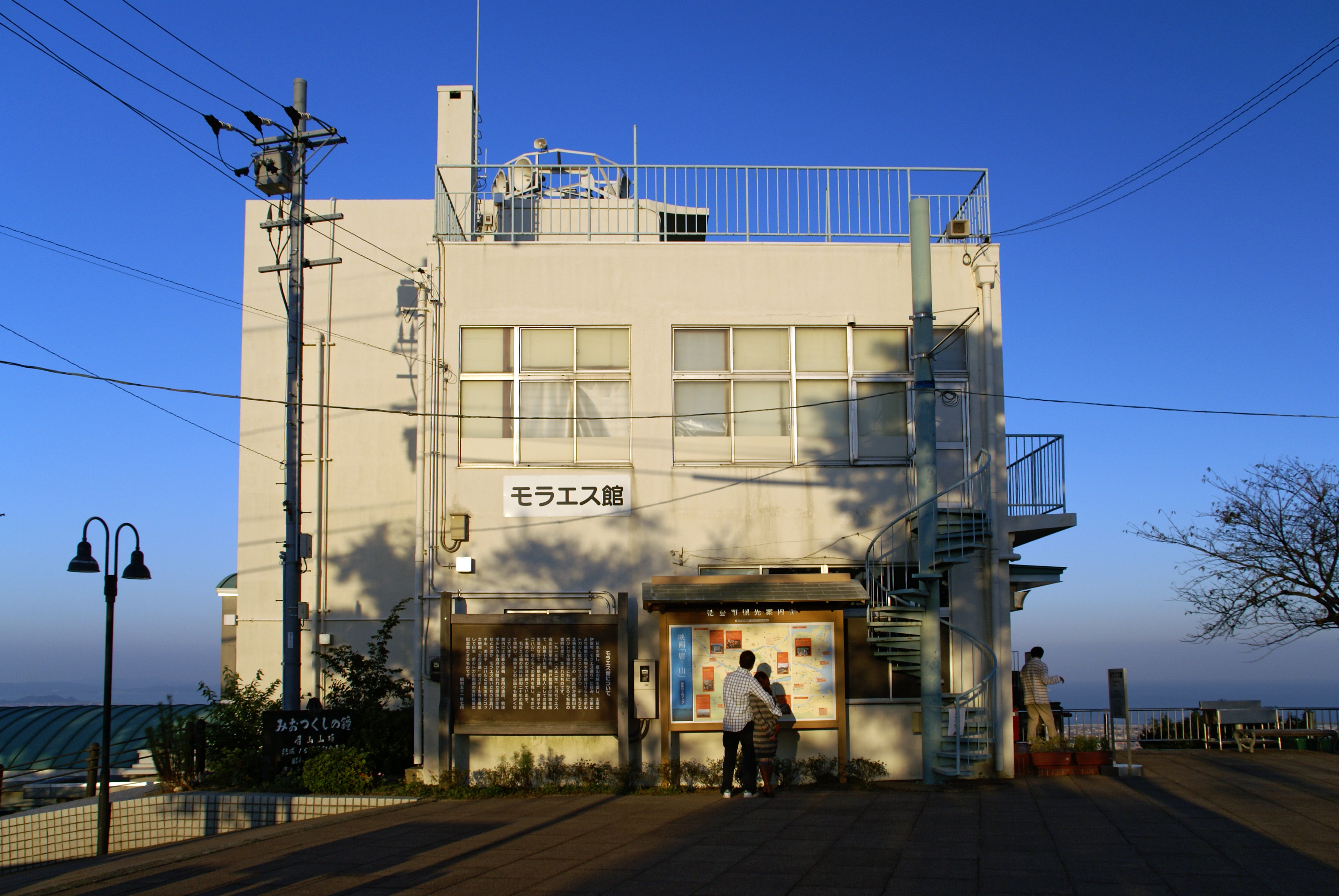
モラエス館

徳島市の中央部、眉山北麓から山頂に位置する。眉山町大滝山・天神山・茂助ヶ原の3つの字からなる。
大滝山は明治維新で廃寺となった大刹持明院の旧境内一円の地域で、大滝山を中心とする。その平坦部に神武天皇銅像があり、付近一帯は桜の名所となっている。大滝山から流れる清流は錦竜水と呼ばれ、とくしま水紀行50選に選定されている。
眉山町天神山は天神山を中心とする一帯の山地。新町橋二丁目にまたがって徳島眉山天神社がある。
眉山町茂助ヶ原は眉山山頂部に位置し、新町橋2丁目の阿波おどり会館から山頂までを眉山ロープウェイが通る。山頂には眉山公園があり、モラエス館・パゴダ平和記念塔等といった観光名所となっている。

### 小字
- 大滝山
- 天神山
- 茂助ヶ原

## 歴史
元は徳島市寺町・北山路町の一部で昭和17年より寺町の一部が眉山町大滝山、北山路町の一部が眉山町天神山となる。昭和34年に眉山町大滝山・眉山町天神山・佐古山町・八万町の各一部が眉山町茂助ヶ原となる。
昭和45年に眉山パークウェイが開通。昭和48年に都市計画法に基づく公園として眉山公園が開園。

## 施設

### 大滝山
- 眉山湧水群
- 春日神社
- 八坂神社
- 敬台寺
- 滝薬師
- 白糸の滝

### 天神山
- 徳島眉山天神社

### 茂助ヶ原
- 眉山公園
  - 眉華鏡
  - パゴダ平和記念塔
- 眉山送信所
- 眉山パークウェイ
- 眉山ドライブウェイ

### かつて存在した施設
- モラエス館
- 持明院
- 大滝山三重塔

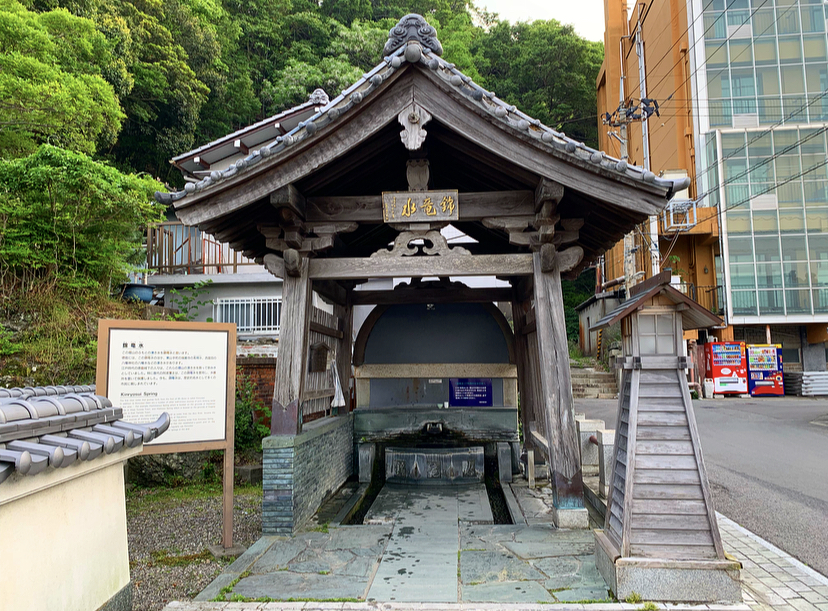
眉山湧水群 錦竜水
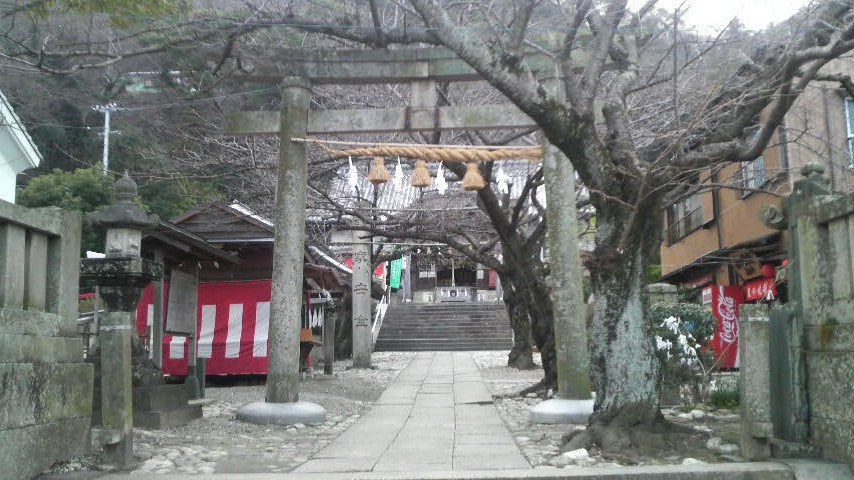
春日神社
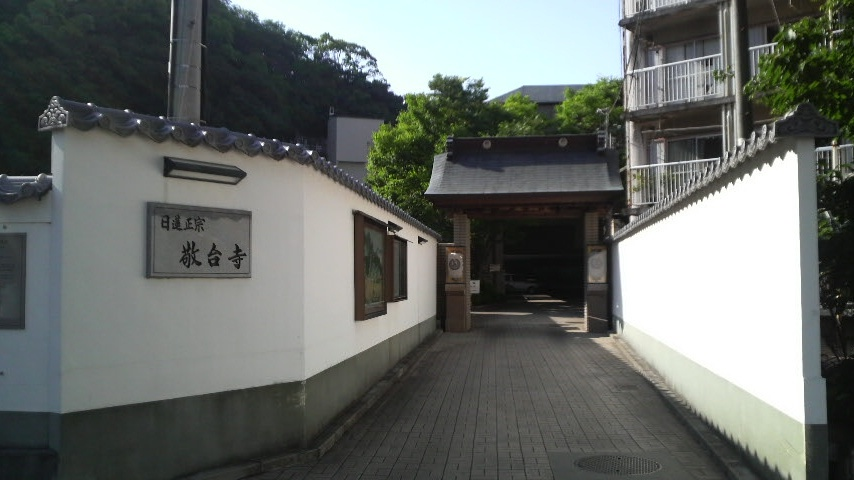
敬台寺
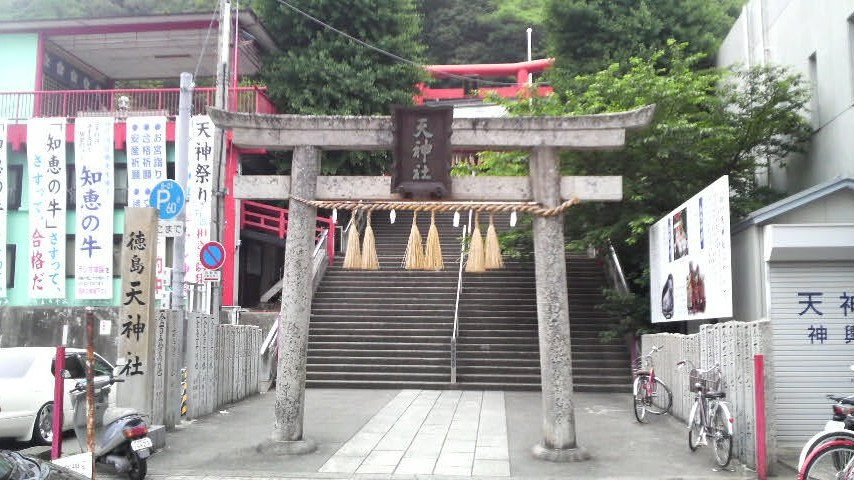
徳島眉山天神社